# Luis González Palma
Luis González Palma (nacido en Ciudad de Guatemala, Guatemala en 1957) es un fotógrafo guatemalteco.

## Biografía
Nació en Guatemala en 1957 pero vive y trabaja en Córdoba, Argentina. González Palma se crio en Guatemala, en donde estudió arquitectura y cinematografía en la Universidad de San Carlos. Es reconocido como uno de los más importantes fotógrafos de América Latina.

## Carrera artística
Adquirió su primer cámara fotográfica en 1984, lo que despertó profundamente su entusiasmo al ver los resultados.  Desde entonces se abocó a aprender cómo manipular fotografías para tener un resultado impactante y poder capturar la realidad de los originarios guatemaltecos; a la vez, logró que sus fotografías se asemejen a pintura artísticas. En sus trabajo se puede ver el alma y el sufrimiento y también describe las experiencias de la población indígena guatemalteca. Las fotos de Palma hablan por sí solas del sufrimiento, del dolor y alegría de las personas que retrata en ellas; no sólo son simples fotografías: se puede decir que son imágenes que capturan la cultura del pueblo.

## Obras

### Obras destacadas
Su obra ha sido expuesta Francia, Escocia, EE. UU., Alemania y México entre otros lugares. Sus obras destacadas son:
- La mirada ausente en Mirai kurayama
- Corona de laureles
- El mago
- Mi caja de música

### Exposiciones personales
Algunas de sus exposiciones principales han sido:
- Nupcias de soledad
- Lugar sin reposo
- La fidelidad sin dolor
- The Art Institute of Chicago (Estados Unidos)
- The Lannan Foundation, Santa Fe, (Estados Unidos)
- The Australian Centre for Photography (Australia)
- Palacio de Bellas Artes de México
- The Royal Festival Hall en Londres
- Palazzo Ducale di Genova, Italia
- Museos MACRO y Castagnino de Rosario, Argentina
- En festivales de fotografía como:
  - Photofest en Houston
  - Bratislava en Eslovaquia
  - Les Rencontres de Arles en Francia
  - PHotoEspaña en Madrid[4]

### Exposiciones colectivas
Ha participado en muestras colectivas como:
- 49a. y 51a. Bienal de Venecia
- Fotobienal de Vigo
- XXIII Bienal de Sao Paulo, Brasil
- V Bienal de la Habana
- Ludwig Forum for International Kunst en Aachen, Alemania
- The Taipei Art Museum en Corea
- Museo de Bellas Artes de Buenos Aires, Argentina
- Fundación Daros en Zúrich, Suiza
- Palacio del Conde Duque en Madrid, España
- Fargfabriken en Estocolmo, Suecia

### Colecciones
Su trabajo está incluido en varias colecciones públicas y privadas incluyendo:
- The Art Institute of Chicago
- The Daros Fundation en Zúrich, Suiza,
- La Maison Européenne de la Photographie en París
- The Houston Museum of fine Arts en Estados Unidos
- Fondation pour l'Art Contemporain en París, Francia
- Fondazione Volume! en Roma, Italia
- La Biblioteca Luis Ángel Arango en Bogotá, Colombia
- The Fogg Museum en Harvard University, Estados Unidos
- The Minneapolis Institute of Art, Minneapolis, Estados Unidos
- Kiyosato Museum of Photographic Arts, Japón[4]

Recibió el Gran Premio PHotoEspaña “Baume et Mercier” en 1999 y colaboró con la puesta en escena de la producción de la Opera “The death and the maiden” en la Opera de Malmö en Suecia en el año 2008.

### Monografías
Tiene tres monografías de su trabajo publicadas entre las que se puede mencionar “Poems of sorrow” de Arena Ediciones, y “El silencio de la mirada” en Ediciones Pelliti en Roma.